# Diomedea Island
Diomedea Island (in Argentinien Isla Torta, sinngemäß aus dem Spanischen übersetzt Törtcheninsel) ist eine kleine Insel im Archipel der Südlichen Shetlandinseln. Sie liegt in der Ardley Cove der Fildes-Halbinsel von King George Island.
Teilnehmer einer sowjetischen Antarktisexpedition gaben der Insel den Namen Остров Албатрос (transkribiert Ostrow Albatros, englisch Albatross Island, beiderseits übersetzt Albatrosinsel). Da es in der englischsprachigen Variante mit Albatross Island in der Bay of Isles von Südgeorgien bereits eine Insel mit diesem Namen gibt, entschied sich das UK Antarctic Place-Names Committee im Jahr 1979 zur Vermeidung von Verwechslungen zu einer Umbenennung. Neuer Namensgeber ist die Albatrosgattung Diomedea, zu denen zum Beispiel der Wanderalbatros (Diomedea exulans) gehört. Die in Argentinien geläufige Benennung ist deskriptiv an die Form der Insel angelehnt.